# Arhopala gunongensis
Arhopala gunongensis är en fjärilsart som beskrevs av Bethune-Baker 1897. Arhopala gunongensis ingår i släktet Arhopala och familjen juvelvingar. Inga underarter finns listade i Catalogue of Life.